# Commanderie de Sales
La commanderie de Sales est une commanderie hospitalière anciennement de l'ordre du Temple, édifiée au Moyen Âge, à Chantes, dans l'actuel département comtois de la Haute-Saône, alors au comté de Bourgogne.

## Histoire
La commanderie de Sales, érigée au XIIe siècle par l'ordre du Temple, est à la dissolution de ce dernier, au début du XIVe siècle, reprise par les Hospitaliers de l'ordre de Saint-Jean de Jérusalem, qui possédaient déjà, entre autres, la maison de Montseugny depuis le XIIe siècle.

## Organisation

### Ordre du Temple

#### Commandeurs templiers
| Commandeur             | Période     |
| ---------------------- | ----------- |
| Richard de Boutencourt | 1301        |
| fr. Henri              | 1303 - 1304 |

### Ordre de saint-Jean de Jérusalem
À la fin du XVIIe siècle, la commanderie de Sales se compose de :
- la maison de Sales (chef) et de ses annexes à Aubigney, Aroz, Broye-les-Loups, Broye-les-Pesmes, Chantes, Charcenne, Fresne-Saint-Mamès, Germigney, Malans, Rupt, Vy-lès-Rupt, et Vy-lès-Filain[1];
- la maison de Laine (membre) et ses annexes à Lure et Rioz[3];
- la maison de Montseugny (membre) et ses annexes à Autoreille, Rioz, Vadans, Valay[1].

#### Commandeurs hospitaliers
| Commandeur            | Période |
| --------------------- | ------- |
| Faffion de Sainte-Jay | 1774    |
| ...                   | ...     |